# إصلاح حكومة ألكسندر الأول

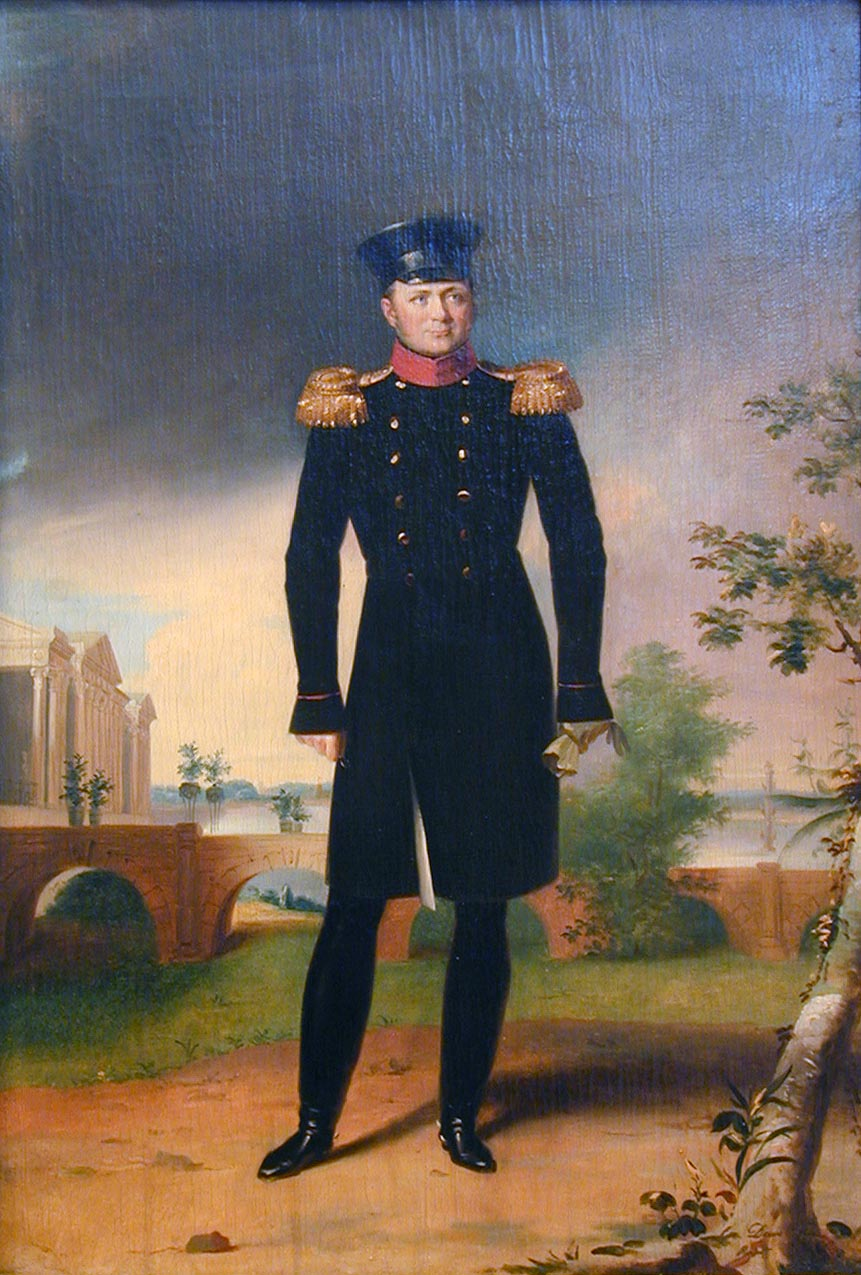

نظام الحكم الروسي الذي أنشأه بيتر الأول، الذي تألف من اللجان المختلفة للدولة، كل كوليجيوم اسمه مع اسم بريكاز والإدارات التابعة له، الذي عفا عليه الزمن إلى حد كبير من قبل 1800. مسؤوليات الكوليجيوم تم اختيارها بشكل عشوائي للغاية وكثيرا ما تتداخل.
بعد فترة وجيزة من اعتلاء الكسندر العرش في عام 1801، قام بتشكيل مجلس الملك (Негласный комитет) الذي يتألف من فيكتور كوشوبي، نيكولاي نوفوسيلتسيف، بافل ستروغانوف وآدم جيرزي قيصرطورسكي. قام ميخائيل سبيرانسكي بدور نشط في اللجنة، على الرغم من انه لم يكن عضوا رسميا.
الإصلاحات التي اقترحها سبيرانسكي كانت إدخال برلمان ومجلس الدولة والهيئات التشريعية والتنفيذية التابعة للقيصر ومجلس الشيوخ لتخفيف الحكم من هذه المهام وتحوله إلى نوع من المحكمة العليا. حتى ان سبيرانسكي أعد مشروع دستور. الإصلاح توقف بحلول عام 1810 بسبب الحروب النابليونية ومقاومة متزايدة من جانب النبلاء المحافظين، كما عبر عنها نيقولاي ميخائيلوفتش كرامزين.
يوم 8 سبتمبر 1802 ألكسندر الأول، امبراطور الامبراطورية الروسية، أصدر البيان وفقا للوزارات التالية التي كانت قد تأسست على أساس أن إدارة شؤون الدولة :القوات البرية، القوات البحرية، والشؤون الخارجية والعدل والشؤون الداخلية والمالية والتجارة والتربية والتعليم. البيان يسر تشكيل الدولة الروسية ونظام موحد للهيئات السلطة التنفيذية. وزارة الدفاع ووزارة الخارجية ووزارة العدل ووزارة الداخلية ووزارة المالية ووزارة التنمية الاقتصادية والتجارة ووزارة التربية والتعليم التابعة للاتحاد الروسي هم خلفاء غير مباشرين للوزارات التي تأسست وفقا لبيان من ألكسندر الأول.

## وصلات خارجية
[[|صورة الوزراء في ويكيبيديا الإنجليزية]] [الإنجليزية]